# ایوانووو (استان خاسکوو)
ایوانووو (به بلغاری: Ivanovo) یک منطقهٔ مسکونی در بلغارستان است که در استان خاسکوو واقع شده‌است.